# Avenue de la Division-Leclerc (Châtillon, Hauts-de-Seine)
Pour les articles homonymes, voir Avenue de la Division-Leclerc.
L’avenue de la Division-Leclerc est un axe de communication de Châtillon dans les Hauts-de-Seine.

## Situation et accès

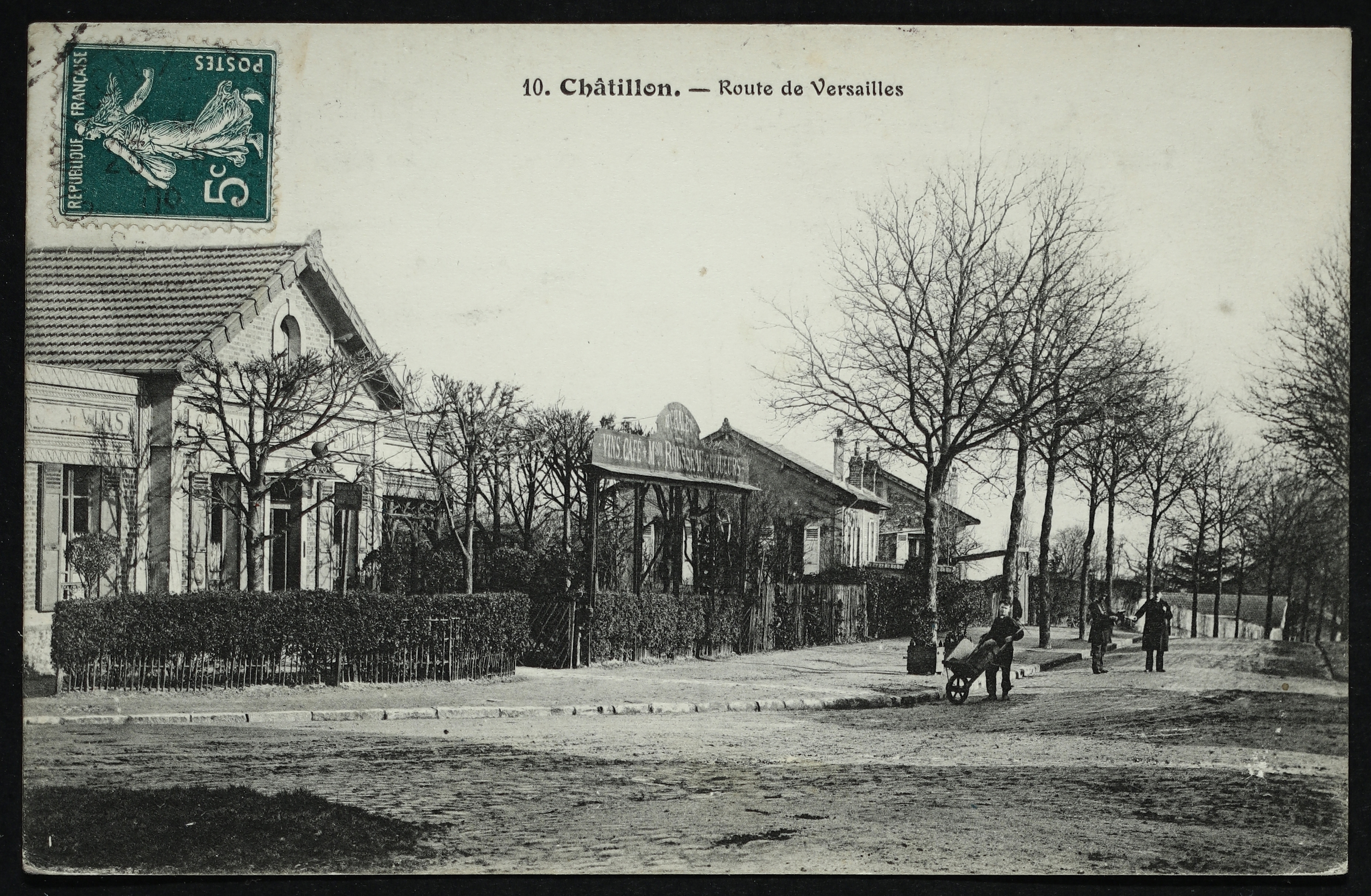
Châtillon, route de Versailles.

L'avenue de la Division-Leclerc est située sur le plateau de Châtillon. Orientée du nord-est au sud-ouest, elle commence son tracé au croisement de la rue Pierre-Brossolette et de la rue d'Estienne-d'Orves.
Elle est accessible par la ligne 6 du tramway d'Île-de-France.

## Origine du nom
Cette voie de communication  a été renommée en hommage à la 2e division blindée, unité de la 1re armée française de l'arme blindée et cavalerie créée pendant la Seconde Guerre mondiale par le général Leclerc.

## Historique

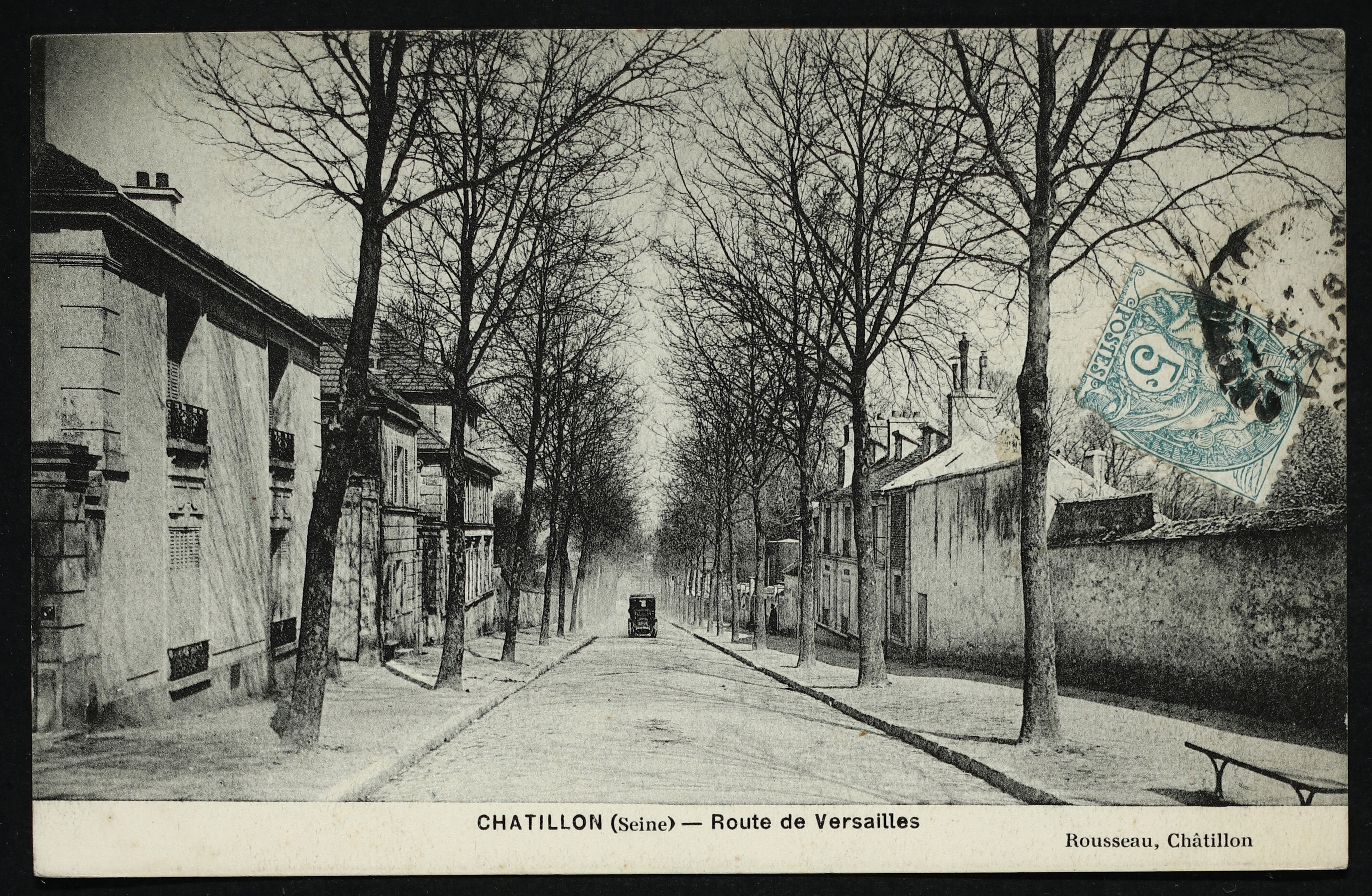
La route de Versailles vers 1900.

Cette avenue était autrefois appelée route de Versailles.
En 2021, elle est réaménagée en vue de faciliter la circulation des piétons.

## Bâtiments remarquables et lieux de mémoire
- Tour Biret.

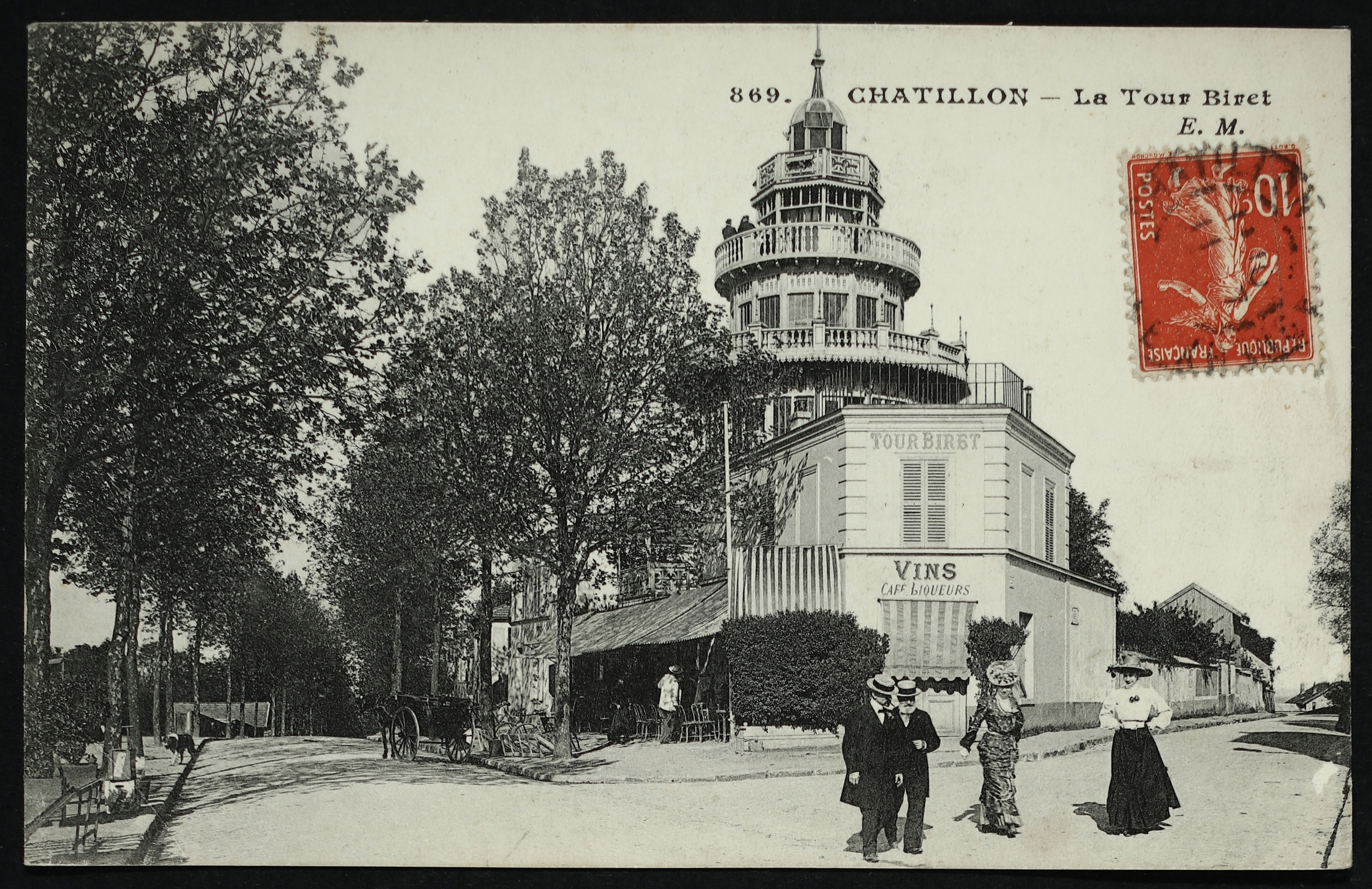
Plateau de Châtillon et Tour Biret.

- Réservoir d'eau potable de Châtillon, dont l'emplacement fut choisi en raison de son altitude élevée par rapport aux communes desservies[4]. Sa capacité s'élève â 137 000 mètres-cubes[5].
- Bureaux de l'Office national d'études et de recherches aérospatiales à Châtillon.
- Institut de radioprotection et de sûreté nucléaire.
- Au no 12bis, maison de l'aéronaute Marcel Doret[6].
- Monument commémoratif des soldats morts pendant la guerre de 1870, à l'angle de la rue Marceau.
- Au fond de l'impasse Hoche, la chapelle Sainte-Thérèse-de-l'Enfant-Jésus